# Turburea
Turburea is een Roemeense gemeente in het district Gorj.
Turburea telt 4653 inwoners.